# 皮耶罗·雷包登戈
皮耶罗·雷包登戈（義大利語：Piero Rebaudengo，1958年9月13日—），意大利前男子排球运动员。他曾代表意大利国家队参加1984年夏季奥林匹克运动会排球比赛，结果收获一枚铜牌。